# CYC1
A citokróm c1 mitokondriális hemoprotein (CYC1), más néven UQCR4, MC3DN6, III. komplex 4. alegység, citokróm b-c1 komplex 4. alegység vagy ubikinol-citokróm c-reduktáz komplex citokróm c1 alegység a CYC1 gén által kódolt fehérje. Ez a ubikinol-citokróm c-reduktáz (III. komplex) légzési alegysége, mely a mitokondrium belső membránjában van, és az elektrontranszportlánc része. E gén mutációi magi 6. típusú mitokondriális III. komplex-hiányt okozhatnak.

## Szerkezet
A CYC1 a 8. kromoszóma q karjának a 24.3 sávján van, és 8 exonja van. A CYC1 gén 13,5 kDa-os, 130 aminosavas fehérjét kódol. A CYC1 a citokróm c-család tagja. Hemkötő foszfoprotein, az ubikinol-citokróm c-reduktáz része. α-hélix, jelzőpeptid és transzmembrán doménből áll, és 9 α-hélixe, 5 β-redője és 3 gyűrűje van. A transzmembrán fehérje a belső mitokondriális membránon egyszer halad át, a fehérje nagy része a mitokondriális intermembrán térben van. A CYC1 kovalens hemkötő helyekkel rendelkezik a 121. és 124. helyen, valamint axiális vaskötő helyekkel a 125. és 244. helyeken.

## Funkció
A CYC1 a belső mitokondriális membránban lévő fehérjét kódol, mely az ubikinol-citokróm c-reduktáz része. E fehérje, a CYC1 légzési fehérjealegység, melynek fontos szerepe van a mitokondriális légzésben, mivel elektronokat szállít a Rieske-vas-kén fehérjétől a citokróm c felé.

## Fajok
A CYC1 állandó humán gén, mely megtalálható a csimpánzban, Rhesus-makákóban, kutyában, marhában, egérben, patkányban, zebradánióban, Drosophila melanogasterben, szúnyogban, Caenorhabditis elegansban, élesztőgombában, K. lactisban, E. gossypiiben, S. pombében, N. crassában, A. thalianában, rizsben és békában. 137 fajról ismert, hogy van benne CYC1-ortológ.

## Klinikai jelentőség
A CYC1 mutációi összefüggésben vannak a magi 6. típusú mitokondriális III. komplex-hiánnyal. Ez a mitokondriális légzési lánc autoszomális recesszív rendellenessége, mely az ubikinol-citokróm c-reduktáz hibájából ered, és csökkent III. komplex-aktivitáshoz vezet. Tünetei – jellemzően laktacidózis, ketoacidózis, inzulinreszponzív hiperglikémia, májdiszfunkció, enkefalopátia és megfelelő fertőzések – jellemzően a gyermekkor elején jelennek meg , de a pszichomotoros fejlődés megfelelő maradhat. Patogén mutációk például a c.288G>T, a p. Trp96Cys és a c.643C>T p. Leu215Phe.

## Interakciók
A CYC1 78 fehérje-fehérje kölcsönhatása ismert, ebből 72 kokomplex. A CYC1 az ubikinol-citokróm c-reduktáz (b1-c komplex) 11 alegységének egyike a citokróm b, a citokróm c1, az UQCRFS1, a fő fehérjék, az UQCRC1 és UQCRC2 és a kis molekulatömegű fehérjék, az UQCRH, az UQCRB, az UQCRQ, az UQCR10 és az UQCR11, valamint egy UQCRFS1-leválási termék mellett. Ezenkívül a CCP1, a CDKA-1 és a CDKB1-1 is kölcsönhatnak a CYC1-gyel.